# Aspirador robòtic

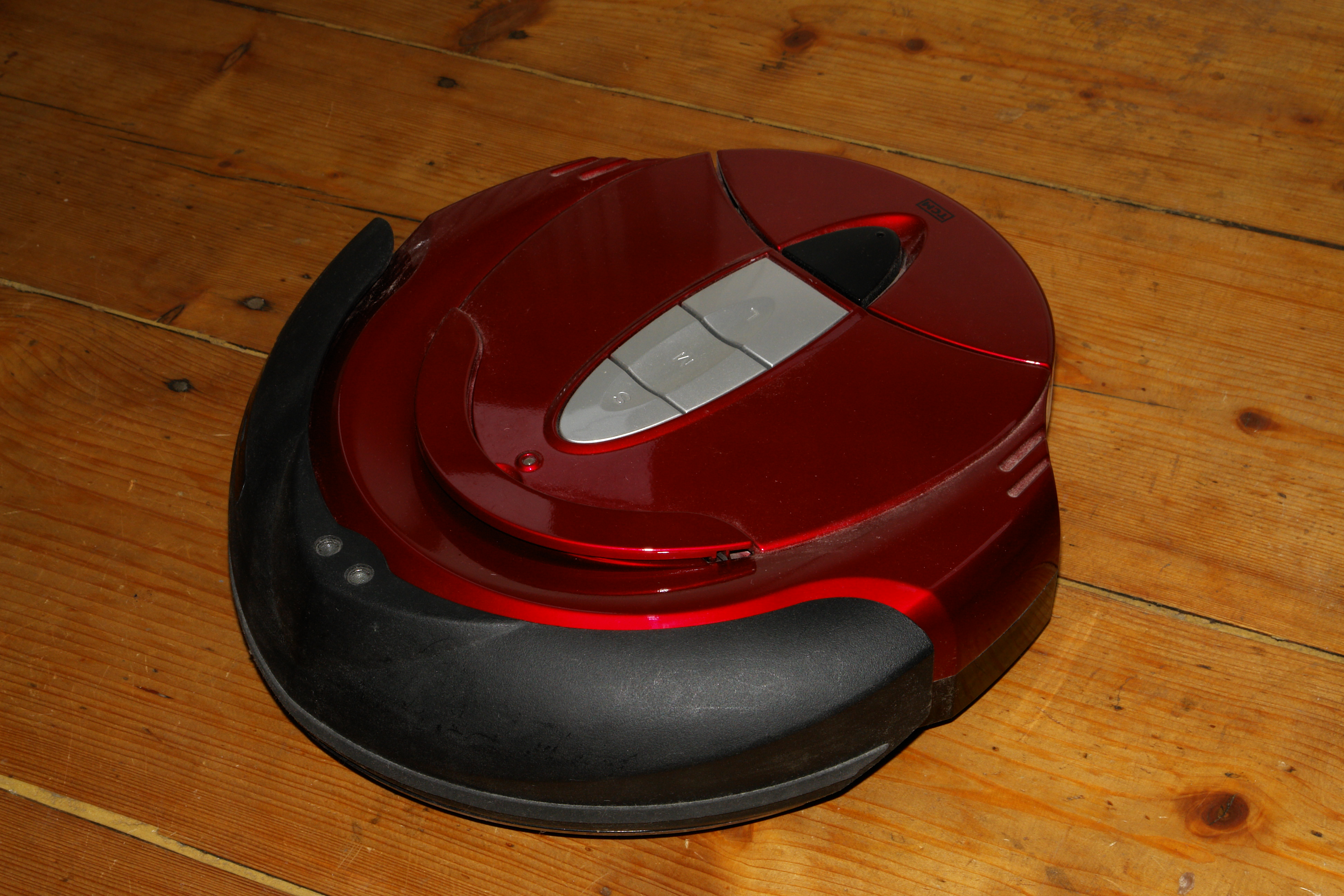
Aspirador robòtic

Un aspirador robòtic és un aspirador robòtic autònom, que compta amb una programació intel·ligent i un limitat sistema de neteja. El disseny original incloïa l'operació manual a través del control remot i una manera "autodrive" que permetia a la màquina netejar de manera autònoma sense control humà. Alguns dissenys utilitzen raspalls giratoris per poder arribar a les cantonades. Alguns equips, juntament amb l'aspiració, inclouen una sèrie de característiques típiques de la neteja de la casa (fregat esterilització UV, etc.) .

## Història

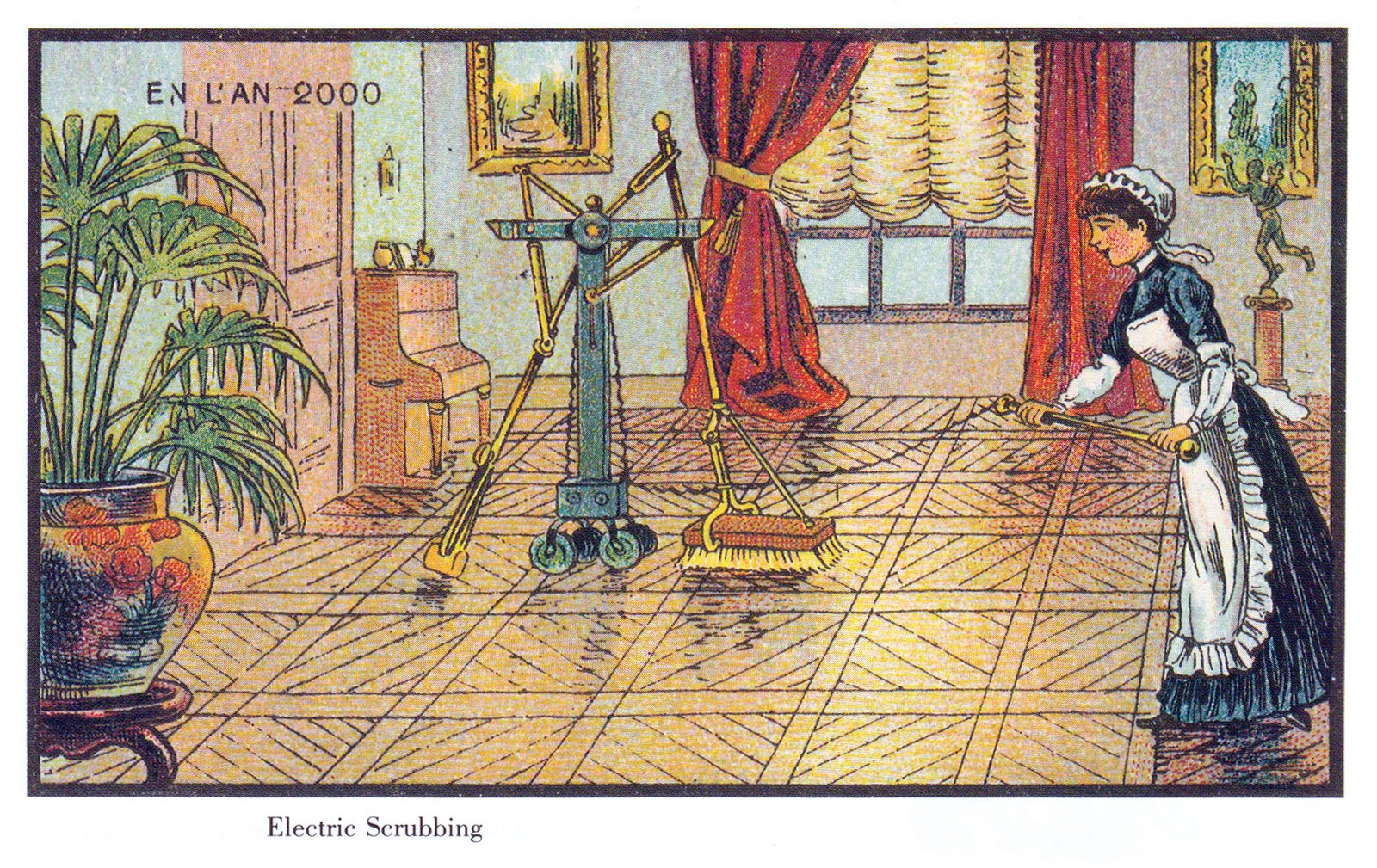
Dibuix del 1899 d'un netejador de pis elèctric.

El 1990, tres robotistes anomenats Colin Angle, Helen Greiner i Rodney Brooks van fundar IRobot. La companyia es dedicava originalment a fer robots per a ús militar i domèstic. El Roomba no va ser el primer robot aspirador, però sí el més reeixit. Venent fins a un milió d'unitats el 2004. El 2005 IRobot va crear el scooba que és l'oposat del Roomba ja que és capaç de fregar el terra. Una cosa que no havia estat creada abans. La companyia volia fer les tasques el més simple possible.
El 1996, Electrolux va introduir el primer "aspirador robòtic", l'Electrolux Trilobite. Les primeres aspiradores robòtiques van funcionar bé, però van tenir problemes freqüents en xocar amb objectes i aturar-se a prop de les parets i altres objectes, així com deixar petites àrees sense netejar. Com a resultat, el producte original va caure en vendes i va ser discontinuat. El 1997, va aparèixer, al programa científic de la BBC, Tomorrow's World, una de les primeres versions de l'aspiradora Trilobite d'Electrolux.
El 2001, Dyson va construir i va demostrar un robot aspirador conegut com DC06. No obstant això, per raó del seu alt preu, mai no va ser llançat al mercat. Electrolux va llançar l'aspiradora robòtica Trilobite. L'aspiradora robòtica es va llançar a un preu de 1800 US$. Hi havia dos models: El ZA1 i el ZA2.
El 2002, iRobot, una companyia de tecnologia avançada americana, va llançar el Roomba. El Roomba podia canviar de direcció quan es trobava amb un obstacle, detectava punts bruts al pis i detectava caigudes pronunciades per evitar caure per les escales. Es va fer popular molt ràpidament, cosa que va fer que altres empreses reconsideressin la idea d'una aspiradora robòtica.
Des del 2002, van aparèixer noves variacions d'aspiradors al mercat. Per exemple, l'aspirador robòtic canadenc BObsweep que tenia baieta i aspiradora, o el Neato Robotics XV-11, aspirador robòtic que utilitza visió làser en lloc de l'ultrasò tradicional dels models base.
Un avantatge d'utilitzar una aspiradora robòtica és que és silenciós en comparació amb les aspiradores normals. A més, es consideren més convenients dutilitzar a causa del fet que pot aspirar per si sol. Les aspiradores robòtiques es poden mantenir sota els llits, escriptoris, armaris, mentre que una aspiradora comuna requereix una gran quantitat despai. No obstant això, un desavantatge de l'aspiradora robòtica és que necessita més temps aspirar una àrea a causa de com és de petit. També són relativament cars.

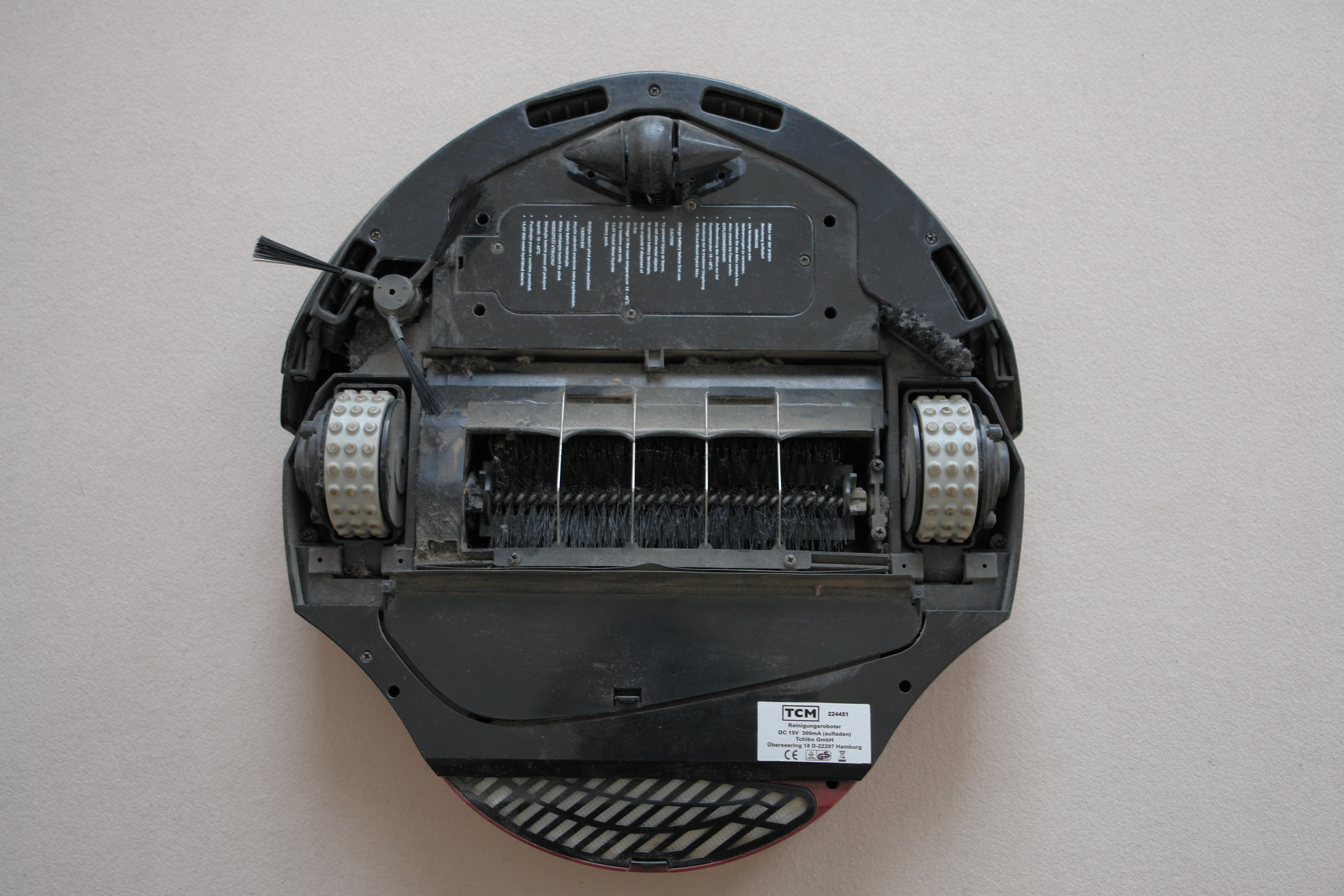
Un robot de neteja vist des de baix.

Inicialment, iRobot va decidir produir 15 000 unitats i 10.000 unitats més que depenien de l'èxit del llançament. El Roomba es va convertir immediatament en una gran sensació per al consumidor. Per a la temporada nadalenca, iRobot va produir 50.000 unitats per satisfer la demanda de vacances. Després d'aquest èxit, els principals detallistes especialitzats, així com més de 4,000 punts de venda tals com Target, Kohl's i Linens'n Things, van començar a portar el Roomba.
El 2014, Dyson va anunciar el llançament del seu nou aspirador robòtic anomenat Dyson 360 Eye, equipat amb una càmera de 360 graus que està muntada a la part superior del robot aspirador i que ha de proporcionar una millor navegació que altres marques. L'aspirador del robot es va programar per a un llançament exclusiu per al Japó a la primavera del 2015, amb llançaments internacionals que es faran més endavant l'any. A més, Dyson va anunciar que el 360 Eye té el doble de succió que qualsevol altre robot aspirador. Dyson lidera el mercat de l'aspirador robòtic cap als objectius d'aconseguir una unitat fiable i capaç de grans prestacions. La companyia està invertint en robòtica i intel·ligència artificial per produir millors aspiradores robotitzades els propers anys. S'ha iniciat l'establiment d'un nou campus al Regne Unit que requerirà una força laboral de prop de 7.000 persones i una inversió de 330 milions de dòlars per crear un centre de recerca més ampli a Singapur que se centri en "tecnologia connectada i màquines intel·ligents" ".
El CEO d'iRobot Colin Angle va afirmar el 2016 que el 20% dels aspiradors a tot el món eren robots,.i per a l'any següent, es calculava que el 23% dels aspiradors eren robots. El 2018, segons el CEO de PerceptIn, Zhe Zhang, els robots seguien tenint dificultats per moure els obstacles, com la brutícia del gos, els cables i les sabates. El 2019, segons Amazon, els robots segueixen situant-se com un dels productes més venuts al comerç en línia a Espanya.
El 2020, comencen a aparèixer robots aspiradors que utilitzen intel·ligència artificial avançada com és el cas del S6 MaxV de la marca Roborock, que utilitza una IA per reconèixer els objectes al seu voltant. La IA porta l'eficiència de navegació dels robots a un altre nivell, gràcies al fet que li atorga l'habilitat d'identificar i evadir objectes en què el risc de quedar encallat és molt alt (cables, mitjons, etc.).

## Models

### iRobot i Braava
L'iRobot es va estrenar per primera vegada amb el robot auto-fregador, Scooba, el 2005. El robot va ser creat per ser un fregador autoregulat. El Scooba passaria per molts canvis diferents a través dels anys. Incloent el Scooba 450, llançat el 2014. El 2016, iRobot va discontinuar la línia Scooba a favor de Braava.
Braava té una base carregador de paret, no té sensors i utilitza hisops de cotó per netejar o raspalls. El 2018 el Braava Jet 240 va rebre la seva pròpia aplicació. Les vendes de Braava havien augmentat un 65 per cent des del 2016.
Braava 380T és un model alt de les etapes tardanes de l'iRobot. El Braava 380T té la capacitat de fer dues opcions alhora, els quals són, escombrar i fregar. El dispositiu té lʻeficàcia per aguantar una vida de bateria de fins al voltant 4 hores. iRobot Braava 380T utilitza una tecnologia innovadora anomenada “navegació d'Estel polar”. En aquest context té una base-galleda amb tecnologia especial. La base-galleda dóna un senyal que iRobot utilitza per situar-se dins l'habitació. Sap exactament a quina part de l'habitació està i quina part queda per escombrar i fregar. El fabricant ho va descriure com sistema GPS per a robots de casa.

### Cecotec Conga
El Cecotec Conga és el robot aspirador més conegut de tecnologia dissenyada a València, aconseguint el "número 1" de vendes a Amazon, en situar-se el seu preu per sota de la frontera dels 200€ en alguns dels seus models més bàsics com els que formen la sèrie 1000 i 2000. Actualment la marca Valenciana ja comercialitza la sèrie 9000 amb sistemes de molta més gran precisió incloent-hi intel·ligència artificial.
En molts dels casos, la marca valenciana ha estat capaç de plantar cara a les grans multinacionals com iRobot o Samsung. Un dels models que més va destacar va ser el Conga 3090, seguit del Conga 4690 amb capacitat d'aspirar, fregar, escombrar i passar la mopa alhora. El seu avançat sistema de navegació làser permet navegar per tota la casa d'una manera eficient i ordenada, i els seus 2000 Pa de succió us permeten endur-se gairebé tot d'una passada.
Altres models són:
Conga 990 Excellence
Conga 1290, 1390, 1490
Conga 2499
Conga 3090
Conga 4690
Conga 7090
Conga 8090
Conga 11090 Spin Revolution

### Xiaomi i Roborock
En aquest camí li ha seguit Xiaomi, incloent la neteja per mapeig làser. I és que la marca xinesa ha irromput al mercat amb dues gammes d'alta tecnologia: la seva pròpia i la que produeix Roborock, empresa de la qual és accionista i que dóna nom a alguns dels seus millors robots com el S5max, el S6maxV.

### Eufi
Els RoboVacum són l'aposta de la companyia americana Eufy, que el 2021 comptava amb 2 models al mercat: El RoboVac 30C, considerat per molts un dels millors de l'any 2019, i el RoboVac L70 Hybrid, capaç d'aspirar i fregar-lo temps.

## Característiques principals

### Salut
UV Esterilització i filtre HEPA.

### Modes de neteja
Els tipus de neteja generalment inclouen el mode automàtic per a la neteja general, el mode programat, el turbo (neteja màxima), la neteja de sòcol i cantonades, el mode de neteja d'àrees per a la neteja d'àrees designades, la manera puntual o en espiral per a la neteja de taques en una zona en particular i el mode remot. permetent a l'usuari dirigir el robot a un lloc particularment brut.

### Fregat
Alguns models també poden aspirar de forma autònoma i fregar un pis en una sola passada (combo d'escombrat i fregat).
L'aigua podria arrossegar-se gradualment fins a la baieta, com es fa manualment.
Un Robot pot abordar múltiples superfícies i ve amb una varietat de maneres de neteja diferents que li ofereixen opcions d'escombrat, aspirat i fregat en pisos humits o mullats. El Robot Mop té millors resultats a la superfície dels pisos i és ideal per als tipus de pisos de fusta, laminats i rajoles
Però la realitat, és que avui dia el robo aspirador no ha aconseguit uns resultats tan òptims com els que aconsegueixen les persones fregant, en canvi aspirant, aquest tipus de robots sí que són molt eficaços.
Si realment es busca un robot que fregui, hi ha robots que només estan especialitzats en el que seria el fregat i que sí que aconsegueixen molt bons resultats, per exemple, es podria parlar en aquest cas dels models Braava( Arxivat 2022-07-01 a Wayback Machine.) d'iRobot.

### Raspall central i lateral
A dia d'avui, tot robot aspirador incorpora un raspall giratori central i un raspall lateral. El central s'utilitza per enlairar-se la brutícia del sòl i atorgar més profunditat de neteja en superfícies com catifes o tapets; en canvi, el lateral és perquè el robot pugui assolir les vores i cantonades de les habitacions. Aquests raspalls solen ser de truges, però també hi ha versions de goma dissenyats per evitar embolics en recollir pèls de mascotes.

### Anticaiguda
La majoria de robots inclouen sensors IR anti-xoc i anti-caiguda per les escales i altres desnivells

### Anticol·lisió
Quan s'acosta a obstacles, gira automàticament.

### Antiembolic
Impedeix que el robot quedi embolicat pels cables.

### Cartografia
Els primers robovacs van utilitzar navegació aleatòria. Això de vegades ocasionés que la unitat perdés punts en netejar o no pogués ubicar la seva estació base per recarregar-se, i no va proporcionar a l'usuari un historial dels espais que es van netejar.
Models més sofisticats inclouen la capacitat de mapeig. La unitat pot utilitzar giroscopis, càmeres, radars, i làser ( sensor de distància làser o LDS) per crear un pla del pis, els quals poden ser permanentment emmagatzemats per a més eficàcia. Aquests aspiradors tenen memòria, sabent on s'ha netejat i on no, per tant l'eficiència de neteja es millora considerablement i la taxa de repetició es redueix significativament.
Els models amb una funció de plànols múltiples poden emmagatzemar diversos plans de planta.

### Línies virtuals No-Go
Les línies virtuals No-Go estableixen límits per restringir els moviments de la unitat a les àrees de neteja desitjades.

### Recàrrega ràpida
La bateria de Liti de 2000 mAh dura molt de temps, prou com per netejar una casa gran de 200 m² (aproximadament 100 minuts).
Temps de càrrega normal és de 5 a 6 hores.
La recàrrega ràpida permet a la unitat calcular la forma més curta de recarregar (ruta d'accés directe) i carregar només allò necessari, perquè acabi més ràpidament (represa automàtica de la neteja).

### Forma de D

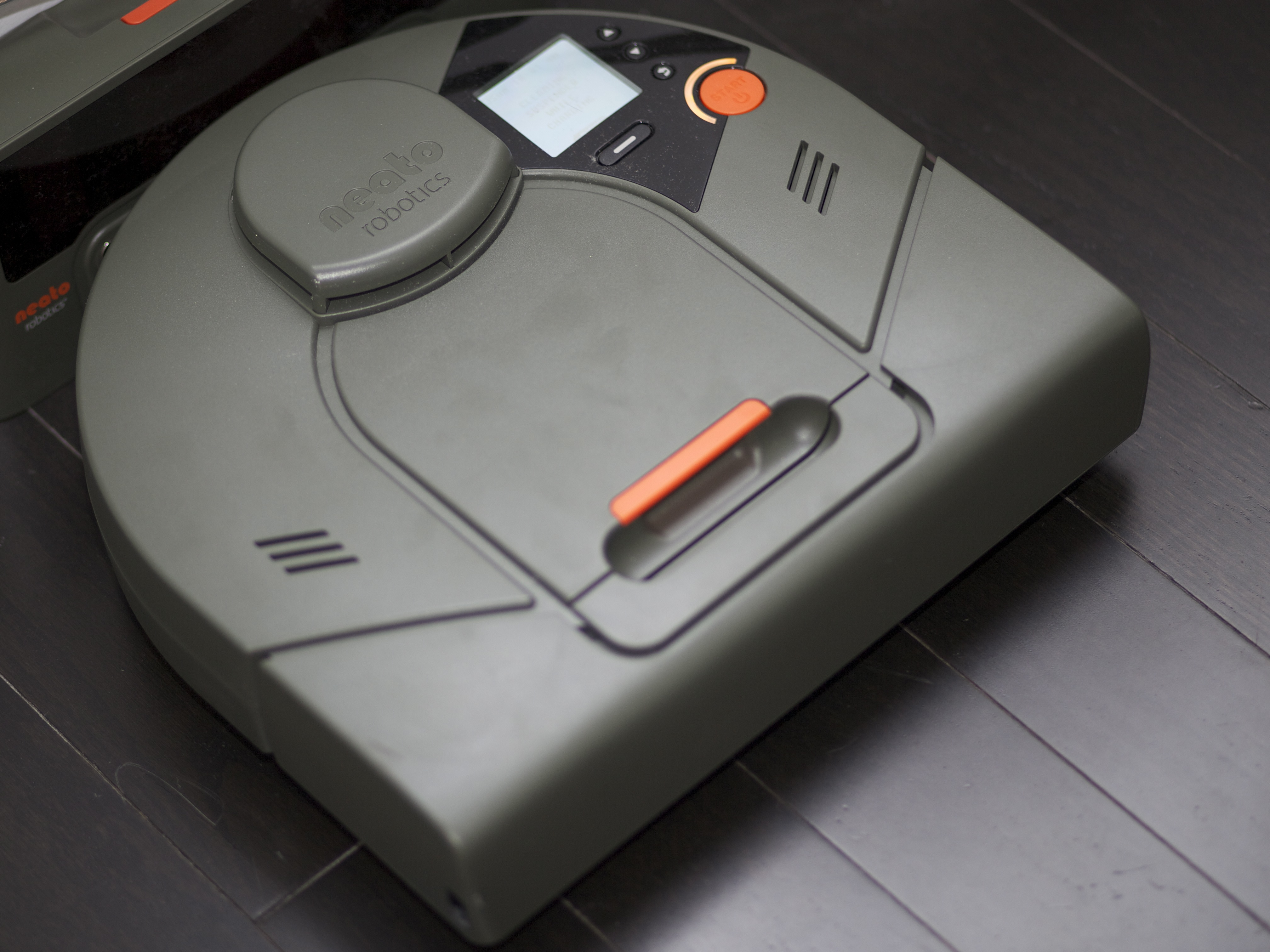
Robot aspirador amb forma de D

Un disseny en forma de D pot ajudar a capturar la brutícia a les cantonades ia les parets millor que algunes unitats rodones.

### Programació
Neteja diària programada. Tots els horaris vol dir que es pot programar una setmana completa de diferents horaris diaris.

### Connexió via aplicacions
Alguns models permeten el control de la unitat mitjançant una aplicació a través d'una connexió Wifi, des del telèfon intel·ligent o dispositiu de domòtica connectat, per exemple: Alexa i l'Assistent de Google

### Actualitzacions
Algunes unitats són capaces de rebre actualitzacions dels microprogrames.

## Marques
- Electrolux Trilobite - 1996. Anomenat pel seu aspecte, funcionalitat bàsica i èxit funcional lleu. Presentar al públic el concepte. Descatalogat.[34]
- LG Roboking : llançat el 2001
- Dyson DC06 - 2001. Es va considerar massa car; no llançat al públic.[34]
- iRobot Roomba – 2002. Les característiques bàsiques d'aquest primer model d'iRobot van aconseguir definir la categoria bàsica als Estats Units.[34]
- Cecotec Conga 4690[29]
- Kärcher RC3000 i RC4000: venuts del 2002 al 2015
- Friendly Vac RV400 – 2004, de Hoover i Friendly Robotics (Robomow); discontinuat
- Koolvac : tots els models nord-americans van ser destruïts el 2005 a causa d'una demanda reeixida per infracció de patents per part d'iRobot
- Sèrie Ecovacs Robotics Deebot: introduït el 2007
- Dustbot : prototip per a la neteja de carrers, 2010
- Neato Robotics XV-11 – 2010.[35] El Neato tenia especificacions mitjanes per a la seva època, però tenia implementat un sistema de mapes làser.[36][37]
- iRobot Roomba 980 – 2015. iRobot va implementar mapes de càmeres, un mòdul WiFi i una aplicació per a telèfons intel·ligents.[38]
- Dyson 360Eye - 2015. El primer aspirador robòtic de Dyson comercialitzat, aquest model incloïa detecció d'obstacles basada en càmeres i mapes de l'habitacle.[39]
- iRobot Roomba i7 Plus amb base neta – 2018.[40] La línia de consum iRobot, abans que s'acabi la bateria, s'acobla a la base i es carrega, permetent una neteja contínua.
- Aspiradores robot SharkNinja AI, IQ i ION.
- Roborock S7+ MaxV Ultra
- Dreame X20 Pro Plus

## Dissenys de codi obert
- Es tracta de dissenys de codi obert que es poden crear utilitzant components comercials i peces impreses en 3D
- CleanBOT de MosfetN (fusta, ferralla electrònica, 2014)[41]
- Open Autonomous Domestic Robots de Keith Elliott (impressió 3D, ferralla electrònica, 2016)
- DIY Vacuum Robot de CesNieto (impressió 3D, Arduino Uno, 2017)[42][43]
- Wolley de Jack Johansson (impressió 3D, ARM Cortex-M0, 2018)[44][45]
- MARK II de Twan (impressió 3D, Arduino Nano, 2019)[46][47]
- Aspiradora autònoma de Manu Vandendriessche (impressió 3D, Raspberry Pi 4, 2024)[48]